# Discografia de L7
A discografia de L7, uma banda de rock americana formada por Donita Sparks e Suzi Gardner nas guitarras e vocais principais, em 1985. Um ano antes, Gardner tinha feito backing vocal, na canção "Slip It In" do Black Flag. A banda também era composta pela baixista Jennifer Finch e pelo baterista Roy Koutsky (que estava na banda por um ano e meio). Após o disco de estréia, a banda colocou Demetra Plakas como sua baterista definitiva. Esta formação continuou através dos álbuns, Smell the Magic em 1990 pela gravadora Sub pop, com a assinatura de contrato com o selo Slash, a banda gravou três álbuns Bricks Are Heavy em 1992 e Hungry for Stink em 1994. Em 1996 veio a notícia de que Finch estava partindo da banda. Enquanto o L7, estava se preparando para gravar seu próximo álbum. Greta Brink assumiu o baixo temporariamente para o novo álbum The Beauty Process: Triple Platinum, Que foi lançado em 1997. Gail Greenwood assumiu como seu baixista para o álbum final Slap Happy, que foi produzido pela própria gravadora da banda Wax Tadpole records. Depois disso, o L7 começou a dar indícios de que iria se separar, quando Greenwood deixou a banda. Janis Tanaka viria a assumir o baixo. No entanto, a banda acabou entrando em um hiato, no final de 2000.

## Álbuns
| Ano  | Detalhes                                                                                       | Melhores posições | Melhores posições | Melhores posições | Melhores posições | Melhores posições | Notas                                         |
| Ano  | Detalhes                                                                                       | US                | US Heat           | AUS               | SWE               | UK                | Notas                                         |
| ---- | ---------------------------------------------------------------------------------------------- | ----------------- | ----------------- | ----------------- | ----------------- | ----------------- | --------------------------------------------- |
| 1988 | L7 - Data: 1988 - Gravadora: Epitaph Records                                                   | —                 | —                 | —                 | —                 | —                 |                                               |
| 1990 | Smell the Magic - Data: 1 de setembro de 1990 - Gravadora: Sub Pop                             | —                 | —                 | —                 | —                 | —                 | Relançado em 1991 com três músicas extras.    |
| 1992 | Bricks Are Heavy - Data: 14 de abril de 1992 - Gravadora: Slash Records                        | 160               | 1                 | 47                | —                 | 24                |                                               |
| 1994 | Hungry for Stink - Data: 12 de julho de 1994 - Gravadora: Slash Records                        | 117               | 2                 | 57                | 47                | 26                |                                               |
| 1997 | The Beauty Process: Triple Platinum - Data: 25 de fevereiro de 1997 - Gravadora: Slash Records | 172               | 12                | —                 | —                 | —                 | Primeiro álbum sem a baixista Jennifer Finch. |
| 1999 | Slap Happy - Data: 24 de agosto de 1999 - Gravadora: Wax Tadpole Records                       | —                 | —                 | —                 | —                 | —                 |                                               |
| 2019 | Scatter The Rats                                                                               | -                 | -                 | -                 | -                 | -                 |                                               |

## Álbuns de compilação
| Ano  | Detalhes                                                             | Melhores posições | Melhores posições | Melhores posições | Melhores posições | Melhores posições | Notas                                         |
| Ano  | Detalhes                                                             | US                | US Heat           | AUS               | SWE               | UK                | Notas                                         |
| ---- | -------------------------------------------------------------------- | ----------------- | ----------------- | ----------------- | ----------------- | ----------------- | --------------------------------------------- |
| 2000 | The Slash Years - Data: 2 de maio de 2000 - Gravadora: Slash Records | —                 | —                 | —                 | —                 | —                 | Compilação de canções populares de 1992-1997. |

## Álbuns ao vivo
| Ano  | Detalhes                                                                            | Melhores posições | Melhores posições | Melhores posições | Melhores posições | Melhores posições | Notas |
| Ano  | Detalhes                                                                            | US                | US Heat           | AUS               | SWE               | UK                | Notas |
| ---- | ----------------------------------------------------------------------------------- | ----------------- | ----------------- | ----------------- | ----------------- | ----------------- | ----- |
| 1998 | Live: Omaha to Osaka - Data: 15 de dezembro de 1998 - Gravadora: Man's Ruin Records | —                 | —                 | —                 | —                 | —                 |       |
| 2016 | Wireless                                                                            |                   |                   |                   |                   |                   |       |

## Singles
| Ano  | Título                                    | Melhores posições | Melhores posições | Melhores posições | Álbum                               |
| Ano  | Título                                    | US Alt            | AUS               | UK                | Álbum                               |
| ---- | ----------------------------------------- | ----------------- | ----------------- | ----------------- | ----------------------------------- |
| 1990 | "Shove"                                   | —                 | —                 | —                 | Smell the Magic                     |
| 1992 | "Pretend We're Dead"                      | 8                 | 50                | 21                | Bricks Are Heavy                    |
| 1992 | "Everglade"                               | —                 | 85                | 27                | Bricks Are Heavy                    |
| 1992 | "Monster"                                 | —                 | —                 | 33                | Bricks Are Heavy                    |
| 1992 | "Slide (live)" (single com Faith No More) | —                 | —                 | —                 | Não adicionado a nem um álbum       |
| 1994 | "Andres"                                  | 20                | 86                | 34                | Hungry for Stink                    |
| 1997 | "Drama"                                   | —                 | —                 | —                 | The Beauty Process: Triple Platinum |
| 1997 | "Off the Wagon"                           | —                 | —                 | —                 | The Beauty Process: Triple Platinum |
| 1999 | "Freeway"                                 | —                 | —                 | —                 | Slap-Happy                          |
| 1999 | "Mantra Down"                             | —                 | —                 | —                 | Slap-Happy                          |

## Vídeos
- 1990 - "Just Like Me"
- 1991 - "Fast and Frightening"
- 1992 - "Pretend We're Dead"
- 1992 - "Everglade"
- 1992 - "Monster"
- 1994 - "Andres"
- 1994 - "Stuck Here Again"
- 1999 - L7:The Beauty Process - Documentário sobre a banda por Krist Novoselic.